# Champ de la Pierre und Champ Horel

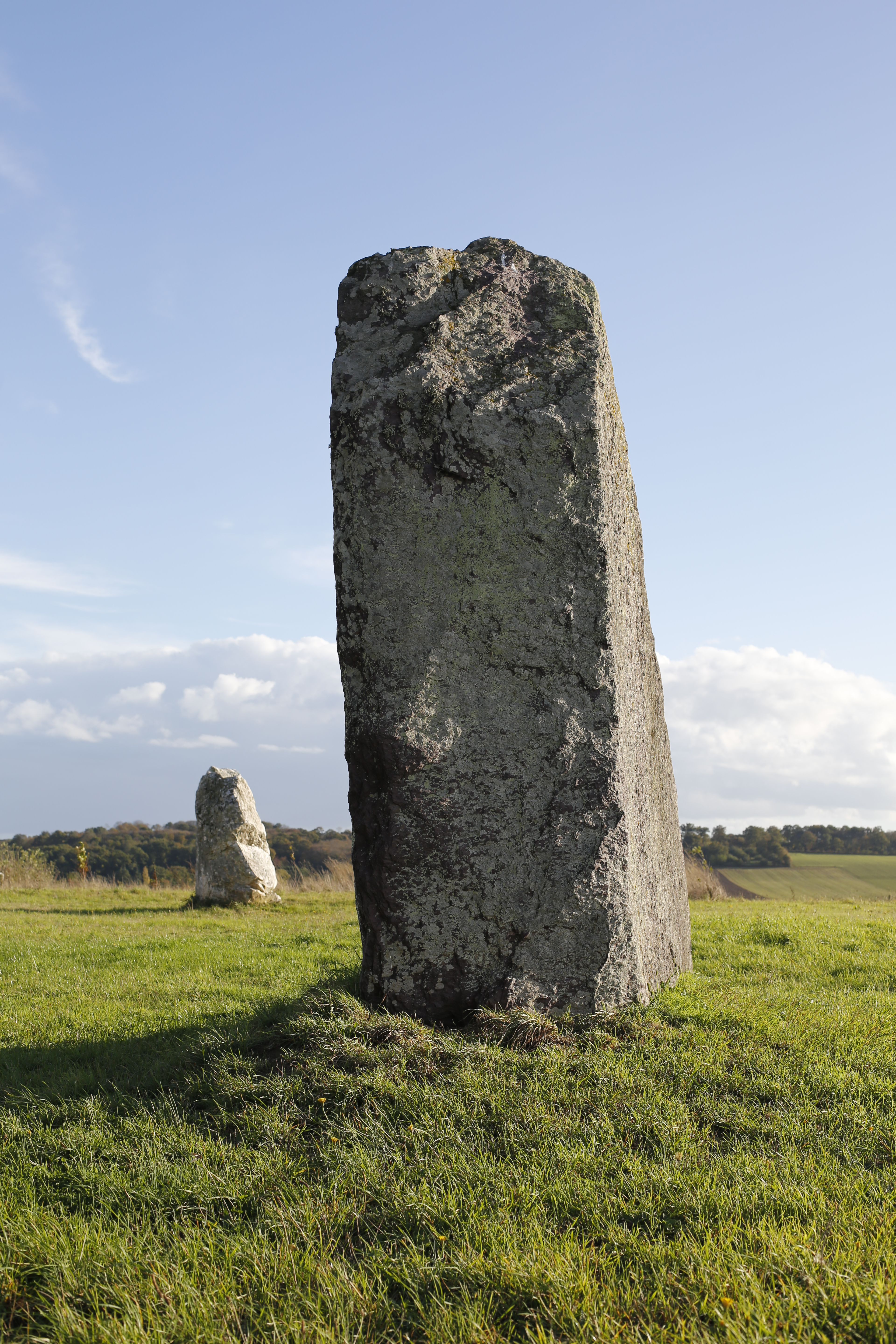
Menhir des Champ de la Pierre im Vorder- und Champ Horel im Hintergrund

Die Menhire Champ de la Pierre und Champ Horel (auch Menhirs du Sel oder Les Deux Menhirs genannt) sind zwei Menhire nahe der Gemeinde Le Sel-de-Bretagne bei Rennes im Süden des Département Ille-et-Vilaine in der Bretagne in Frankreich.
Die Menhire stehen 25 Meter voneinander entfernt:
- Im Nordwesten steht der kleinere, offenbar verstümmelte Quarzstein (2,18 m × 1,3 m × 1,2 m).
- Im Südosten steht der größere, quaderartige, aus lila eisenhaltigem Schiefer (2,78 m × 2,5 m × 0,98 m).

Das Ensemble ist seit 1945 als Monument historique klassifiziert.
Der Legende nach wurden die Steine während des Baus von La Roche-aux-Fées bei Essé von den Feen aufgegeben.